# Wacław Netter
Wacław Netter (ur. 1 stycznia 1919 we wsi Żelazy-Brokowo, zm. 7 października 2005 w Londynie) – dziennikarz i działacz narodowy, redaktor „Czynu Katolickiego”. Współpracownik "Dziennika Polskiego", "Tygodnia Polskiego", "Gazety Niedzielnej", "Myśli Polskiej", "Orła Białego". Były prezes Związku Dziennikarzy RP na obczyźnie. Kawaler papieskiego Orderu św. Sylwestra. W latach 1984–86 minister Pracy w Rządzie Rzeczypospolitej Polskiej na uchodźstwie.  Autor książki "Świat jest mały".
Za działalność konspiracyjną przeciwko Związkowi Radzieckiemu w 1941 roku aresztowany i skazany na więzienie w Białymstoku, a następnie na Butrykach w Moskwie. Po amnestii ewakuowany z armią gen. Andersa do Persji. W Libanie ukończył studia na Uniwersytecie Francuskim na kierunku nauki polityczne. Po przybyciu do Wielkiej Brytanii rozpoczął dziennikarską działalność z polskimi pismami.